# Koblenz-Wallersheim
Wallersheim ist ein Stadtteil von Koblenz. Er liegt zwischen Kesselheim und Neuendorf im Norden der Stadt. Zu dem Stadtteil gehört ein großes Gewerbe- und Industriegebiet an der B 9 sowie der Rheinhafen Koblenz.

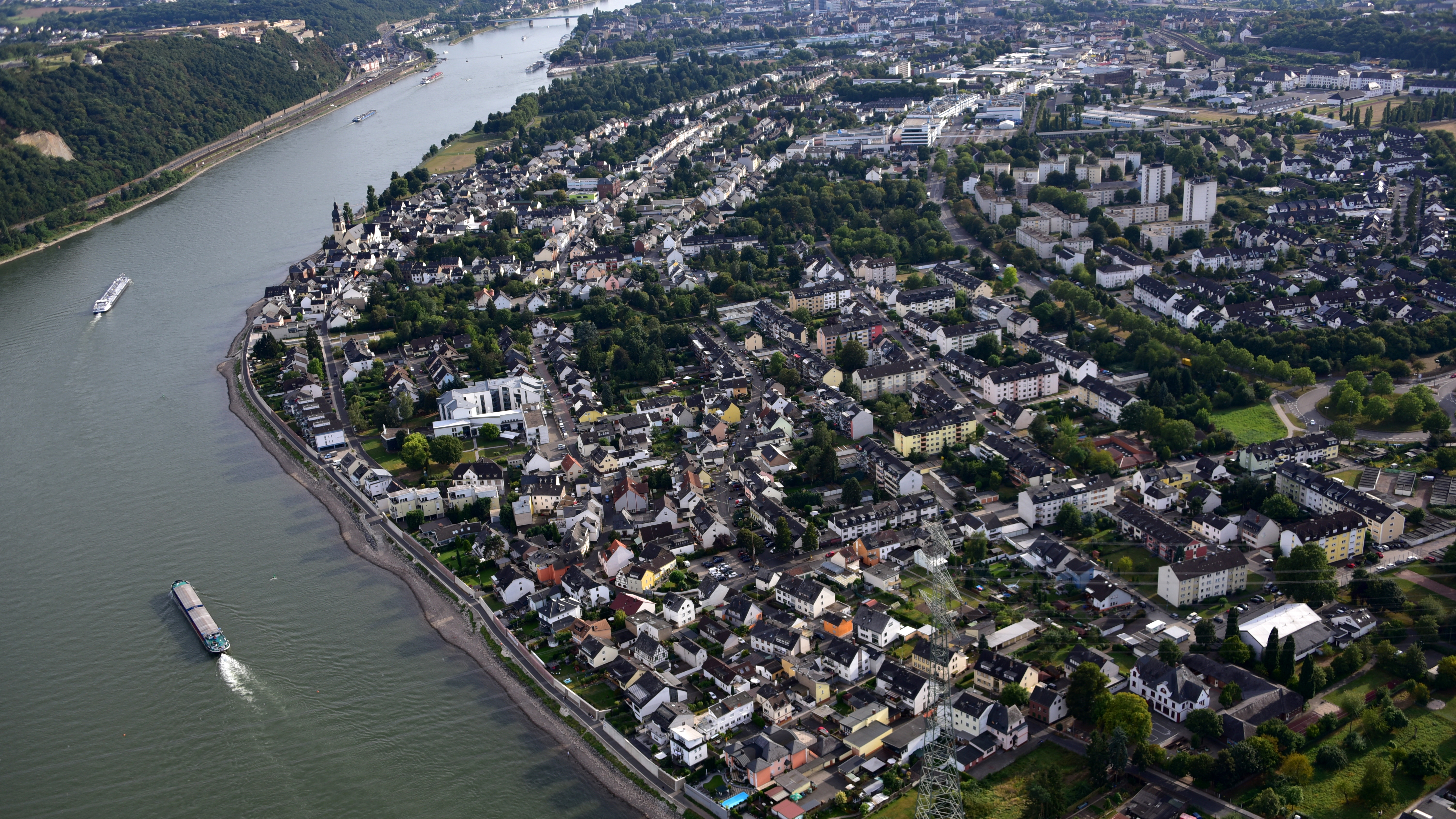
Wallersheim, im Hintergrund Neuendorf, Luftaufnahme (2016)

## Geschichte

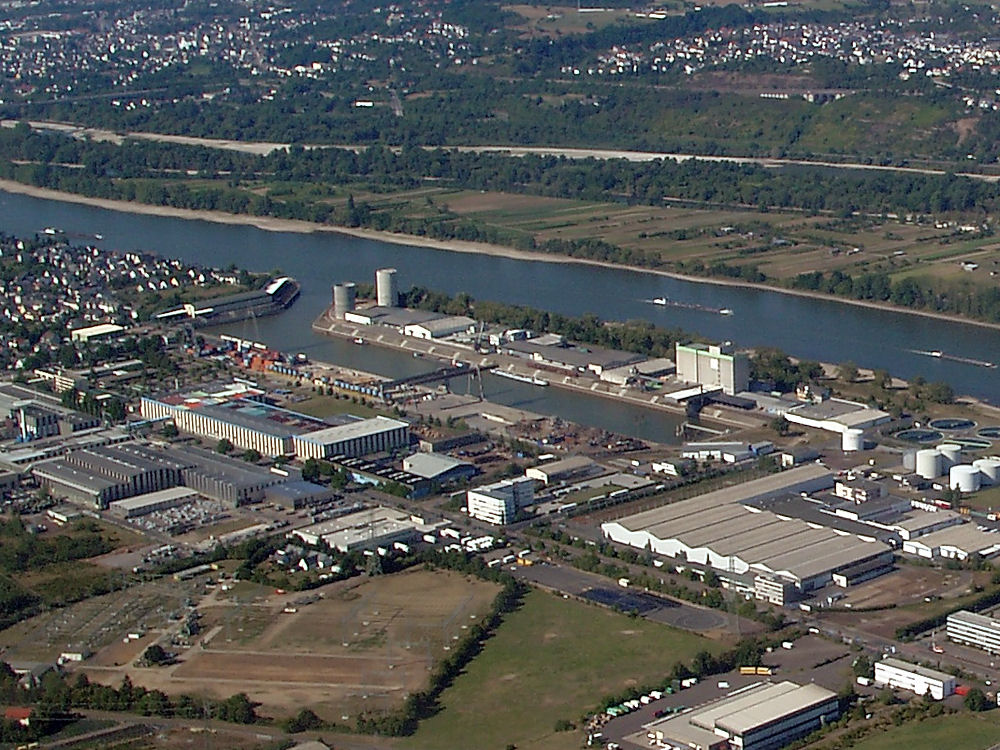
Der Rheinhafen Koblenz und das Umspannwerk der Nord-Süd-Leitung

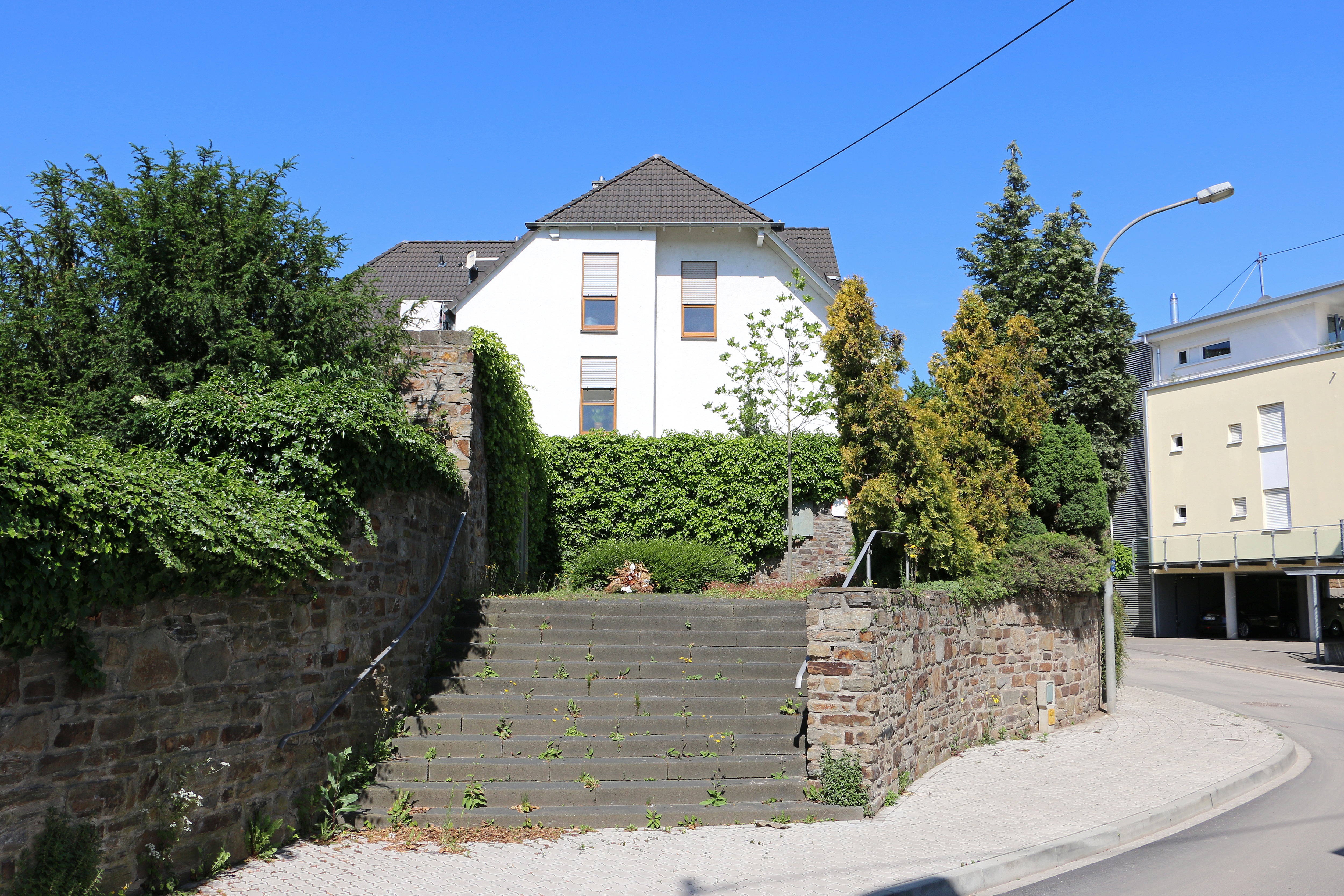
Die Gedenkstätte für die zerstörte Pfarrkirche St. Bernhard in Koblenz-Wallersheim

Zum ersten Mal erscheint Wallersheim in einer Urkunde um das Jahr 1180. Wahrscheinlich ist der Ort aber älter. Das Dorf hieß Walirisheim, Walresheim, Balrisheim und Walrisheim. Daraus entstand später im Dialekt die Bezeichnung Warschem. Die ältesten Siedlungsspuren (Steinbeile und Pfeilspitzen) weisen allerdings schon in die Jungsteinzeit. Im Flurstück „In der Sief“ im Kesselheimer Weg fand man die Grundmauern römischer Gebäude, die wohl zu einem Gutshof des 3. oder 4. Jahrhunderts gehörten.
Im Jahre 1339 trafen die Kurfürsten von Mainz, Trier und Köln in Wallersheim zusammen und schlossen ein Schutzbündnis. Der Ort gehörte zum kurtrierischen Amt Bergpflege. Nach 1792 wurde das Linke Rheinufer von französischen Revolutionstruppen besetzt und 1797 annektiert. Von 1798 bis 1814 gehörte Wallersheim zum französischen Departement Rhein-Mosel und war dem Kanton Rübenach zugeordnet. 1815 wurde der Ort preußisch. Später am 1. Oktober 1923 trennte man Wallersheim vom Landkreis und gliederte es als Stadtteil nach Koblenz ein.
Wallersheim bot sich zur Gewerbeansiedlung geradezu an. Die Stadt Koblenz bezog Anfang der 1920er den Ort in ihre wirtschaftspolitischen Überlegungen mit ein und plante ein groß angelegtes Hafengebiet im Bereich von Wallersheim, Kesselheim und St. Sebastian. Der Rheinhafen Koblenz wurde aber erst 1965 in Betrieb genommen. Heute ist Wallersheim wichtiger Industrie- und Gewerbestandort.
Im Jahr 1924 entstand das Umspannwerk des RWE als Teil der Nord-Süd-Leitung. Seitdem gibt es die Hochspannungsleitungen, die von hier aus über die Rhein-Freileitungskreuzung Koblenz-Niederwerth-Urbar auch zur rechten Rheinseite hoch über dem Fluss verlaufen. In den Jahren 1968 bis 1970 entstand das riesige Klärwerk am Kammertsweg. Der Ausbau des Industriegebiets in den 1960er und 1970er schaffte Gewerbe und andere Betriebe wie beispielsweise den TÜV, Transportunternehmen, Mineralölwirtschaft sowie verschiedene grafische Gewerbe.
Einige Straßen, die zum Teil die Namen bekannter Industrieller wie Carl Spaeter, August Horch, Carl Mand und Fritz Ludwig tragen, sind von frühmorgens bis spätabends Hauptschlagadern des Berufsverkehrs. Weitere Namen sagen oft etwas über die geschichtliche Vergangenheit aus: Die Rebengasse erinnert an Weinberge, die es einst hier gab, und die Sankt-Bernhard-Straße weist auf die um 1200 erbaute Pfarrkirche St. Bernhard hin, die im Zweiten Weltkrieg bei einem Luftangriff am 7. Januar 1945 völlig zerstört und danach nicht wiederaufgebaut wurde. Historisch ebenfalls erwähnenswert sind die Deutschherrenstraße, an der früher Besitzungen des Deutschen Ritterordens lagen, die Vogteigasse, hier wohnte ein Vogt vom Stift St. Kastor, oder die Salmengasse, hier wohnten Salmfischer (Lachsfischer). Wallersheim verfügt außer einem Kiosk über keinerlei Einkaufsmöglichkeiten für die Anwohner (Stand: Juni 2016).

## Friedhof
Der am Büngertsweg gelegene kleine Friedhof ist 1858 entstanden. Es finden sich folgende Grabarten: Wahl-, Reihen-, Urnenreihen- und Urnenwahlgräber. Unter einem Kreuz, das alle anderen Grabdenkmale überragt, liegen die Kriegsgräber. Historische Grabkreuze befinden sich auf Feld 4. Für Trauerfeiern steht ein offener überdachter Aussegnungsplatz zur Verfügung. Friedhofsträger ist die Stadt Koblenz.